# T-V-H
T-V-H (auch TVH) ist ein Seekabel, welches Thailand, Vietnam und Hongkong miteinander verbindet (daher der Name T-V-H). Es wurde in den Jahren 1993–95 errichtet und am 8. Februar 1996 in Betrieb genommen. T-V-H war das erste Glasfaser-Unterwasserkabel in der Geschichte Vietnams. 2007 geriet T-V-H in die Schlagzeilen, nachdem ein 11 km langes Teilstück gestohlen worden war.

## Technik
Die Gesamtlänge von T-V-H beträgt 3367 km. Es besteht aus zwei Segmenten (Thailand–Vietnam und Vietnam–Hongkong), bietet eine Übertragungskapazität von 560 Mbit/s und besitzt einen Repeater. Landepunkte sind:
- Sri Racha (Provinz Chonburi), Thailand
- Vũng Tàu (Provinz Bà Rịa-Vũng Tàu), Vietnam
- Deep Water Bay (Southern District), Hongkong

## Geschichte

### Planung und Bau
Am 27. Mai 1994 meldete Nikkei Weekly den geplanten Bau eines Glasfaser-Unterseekabels zwischen Thailand, Vietnam und Hongkong, namens T-V-H. Das Kabel sollte 3400 km lang sein und eine Übertragungskapazität von 560 Mbit/s bieten. Es sollte vor allem die Verbindungen zwischen Vietnam und Japan verbessern, zum ersten Mal konnten Verbindungen zwischen beiden Ländern über ein Seekabel statt über Satellit abgewickelt werden. Entsprechend war es ein Konsortium aus drei japanischen Unternehmen, welche sich die veranschlagten Kosten von 166 Millionen Dollar teilten: KDDI (seinerzeit KDD), ITJ und IDC.
Am 8. Februar 1996 wurde T-V-H in Betrieb genommen.

### Diebstahl
Zum Zeitpunkt des Diebstahls 2007 war Vietnam nur über zwei Unterseekabel mit dem Rest der Welt verbunden: T-V-H und SEA-ME-WE 3. Über diese wurden 82 % der internationalen Kommunikation abgewickelt. Der Rest lief über Landkabel und Satellit.

#### Der Diebstahl
Am 25. März 2007 kam es zu einer Unterbrechung des Kabels vor der Küste von Cà Mau. Ursache war der Diebstahl von 11 km Kabel mit 100 t Gewicht durch lokale Fischer, welche versuchten, das Kabel als Schrott zu verkaufen.
Entdeckt wurde der Diebstahl von der Besatzung eines Schiffes aus Singapur, welches von dem vietnamesischen Telekommunikationsunternehmen VTI angefordert worden war, um den vermeintlichen Schaden zu reparieren. Der Umfang des Schadens machte eine Reparatur jedoch vorerst unmöglich.
An der Suche nach den Tätern und dem Kabel beteiligten sich die Ministerien für Verteidigung und öffentliche Sicherheit, das Marinekommando und Militärkommandos.
Ermittlungen führten schließlich zu einem Bootsbesitzer aus Vũng Tàu. Bei den gefundenen 100 t Kabel handelte es sich jedoch nicht um das gestohlene T-V-H-Teilstück. Man geht davon aus, dass die Diebe das Kabel zufällig, etwa beim Ankern, fanden, da es ansonsten schwer zu entdecken gewesen wäre. (Trotzdem sind Diebstähle von Unterseekabeln in Vietnam nicht selten. Allein von Anfang Januar bis zum 3. Mai 2007 kam es zu fünf derartigen Vorfällen.)
Allerdings wurde in den vietnamesischen Medien noch eine andere Möglichkeit diskutiert. Im August 2006 hatte das vietnamesische Verteidigungsministerium einige Unternehmen mit der Bergung verschiedener, nicht mehr in Betrieb befindlicher Unterwasser-Kupferkabel beauftragt. Diese stammten noch aus südvietnamesischer Zeit und waren vor dem Ende Südvietnams stillgelegt worden. Berichten zufolge benutzten einige der beteiligten Unternehmen dies für die verdeckte Suche nach Schätzen, erwischten dabei jedoch das T-V-H-Kabel.

#### Folgen und Wiederherstellung
VTI verlor durch den Diebstahl Einnahmen in Höhe von 4 Millionen Dollar. Hinzu kamen 2,6  Millionen Dollar (nach anderen Quellen 3 Millionen Dollar) für die Reparatur des Schadens. Die Dauer der Reparaturarbeiten wurde zunächst auf mindestens drei Monate geschätzt. Im Juni und Anfang Juli 2007 wurden die Reparaturen dann ausgeführt. Die Kosten der Reparatur teilten sich CAT (Thailand, 44,5 %), REACH (Hongkong, 20,4 %) und VNPT (Vietnam, 25 %) sowie eine Reihe kleinerer Gesellschaften.